# آرتور هردمن
آرتور هردمن (انگلیسی: Arthur Hurdman; q3 1882 – ۲۰ مه ۱۹۵۳ (۷۰ سال)) بازیکن فوتبال بود.
از باشگاه‌هایی که در آن بازی کرده‌است می‌توان به باشگاه فوتبال دارلینگتون اشاره کرد.